# Marie-Hélène Prémont
Marie-Hélène Prémont, född den 24 oktober 1977 i Québec City, Québec, är en kanadensisk tävlingscyklist som tog silver i mountainbike vid olympiska sommarspelen 2004 i Aten.

## Bildgalleri

Marie-Hélène Prémont
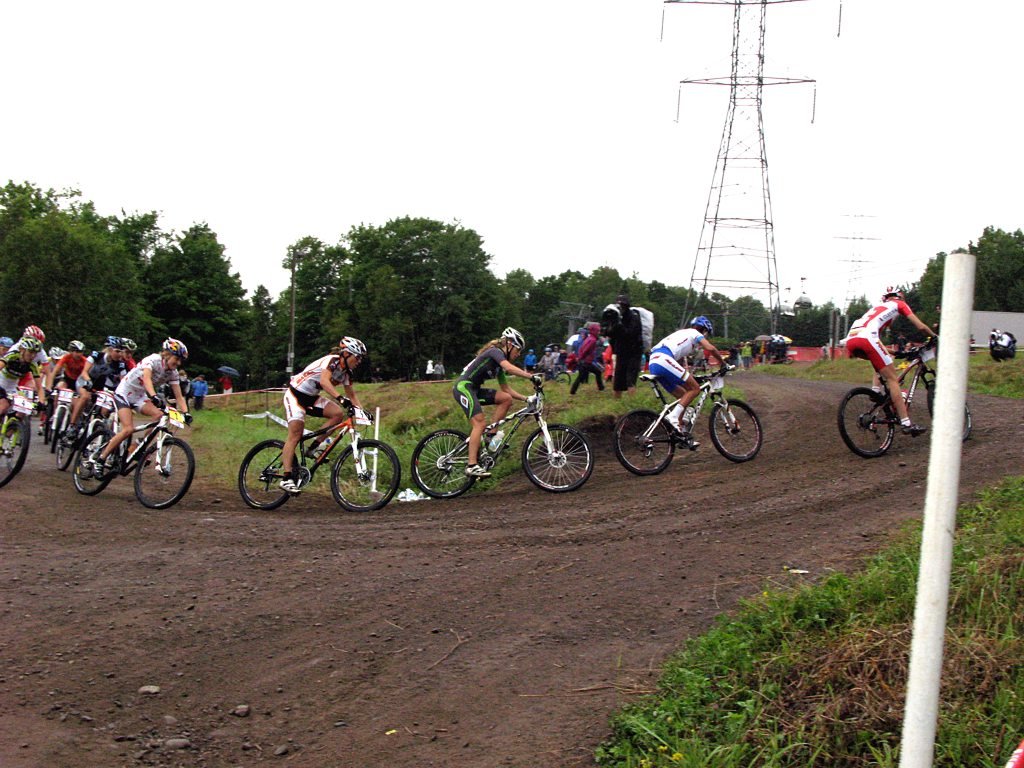
2009 Mont Sainte-Anne
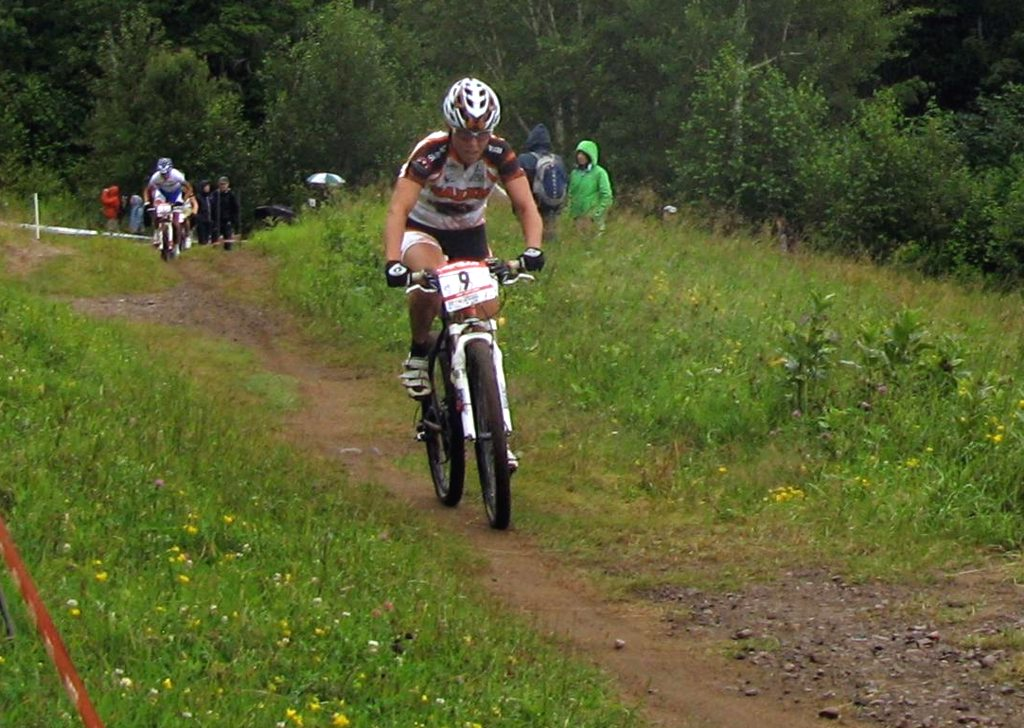
2009 Mont Sainte-Anne
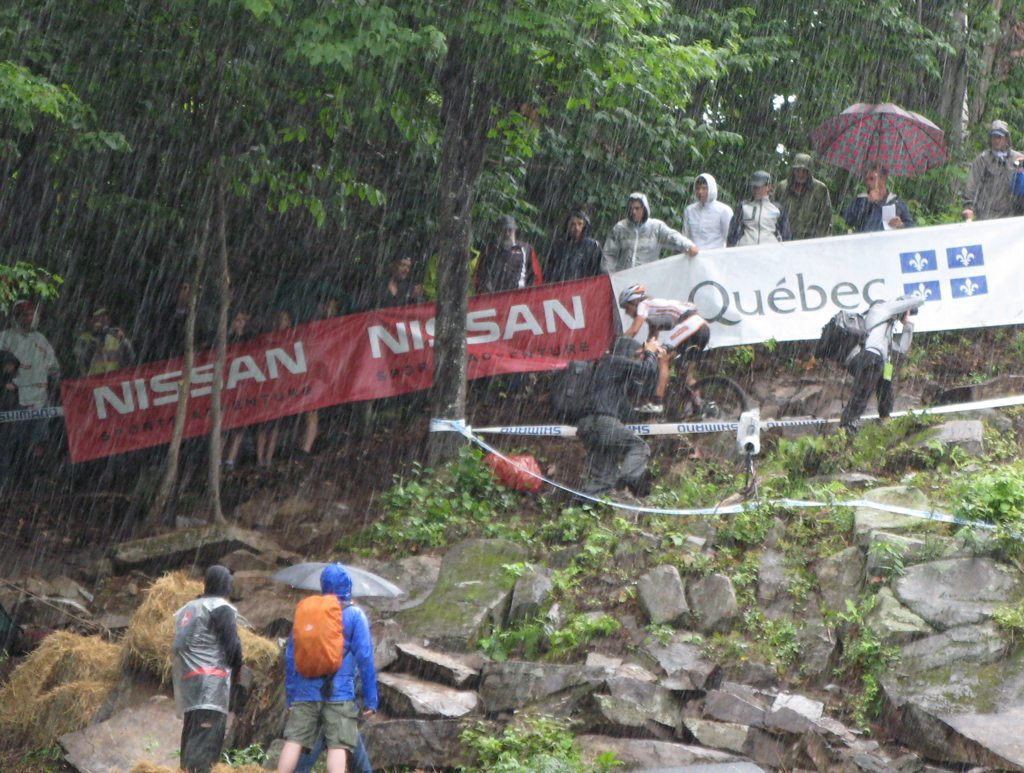
2009 Mont Sainte-Anne
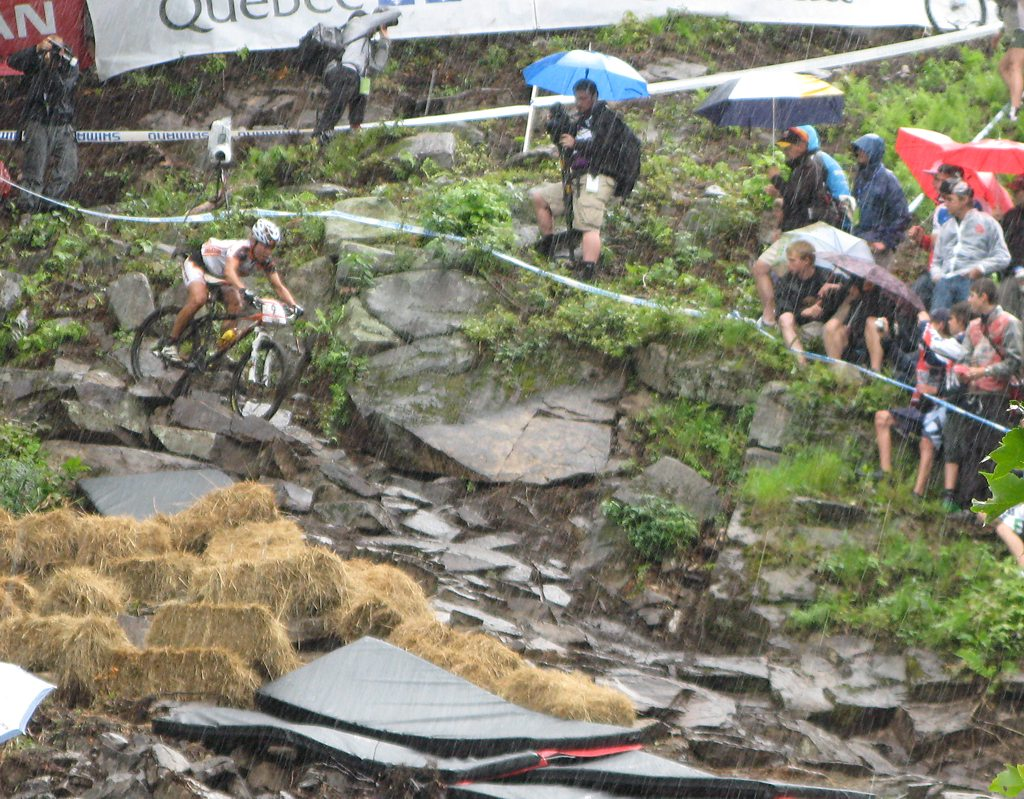
2009 Mont Sainte-Anne
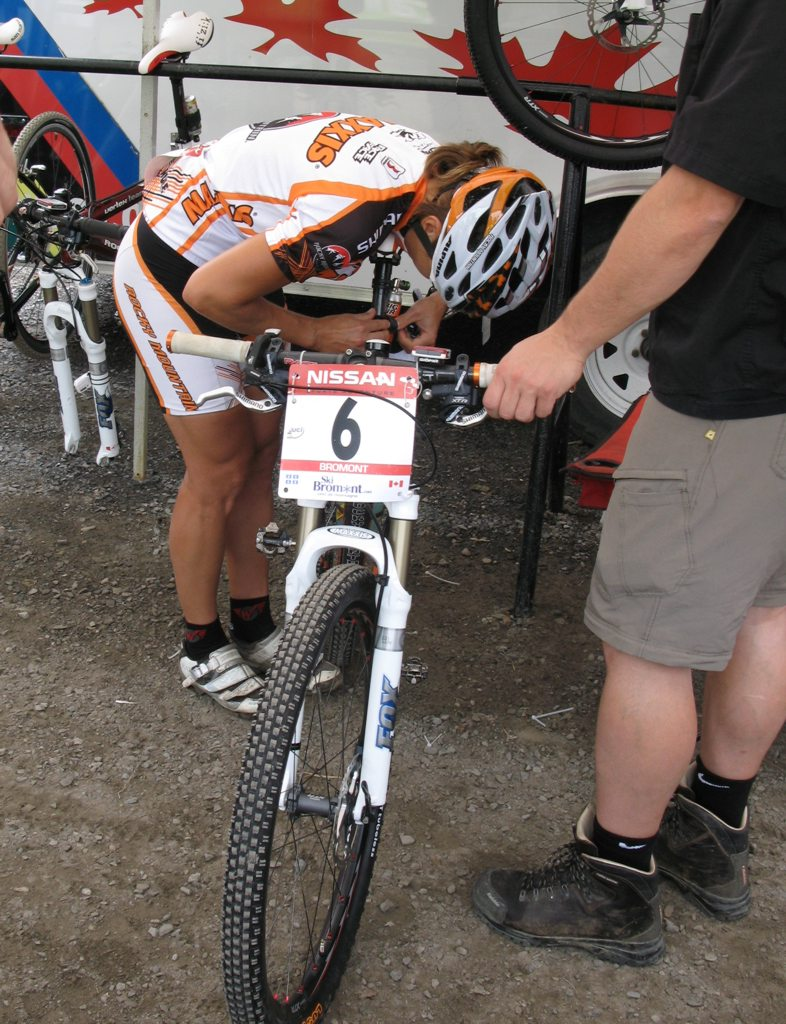
2009 Bromont
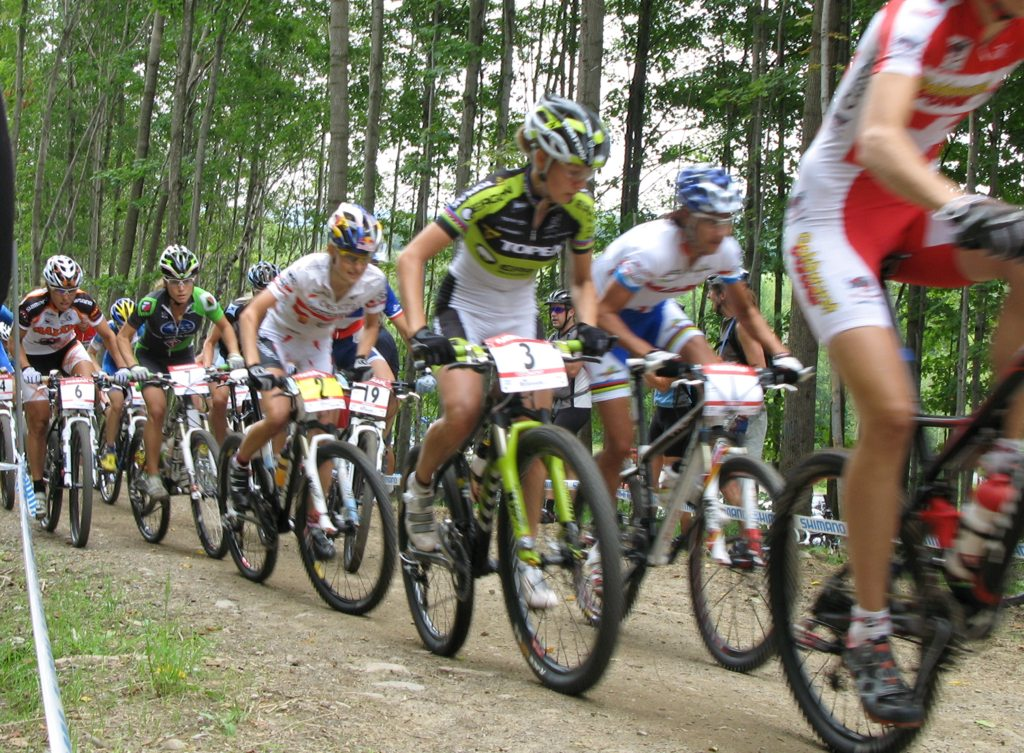
2009 Bromont
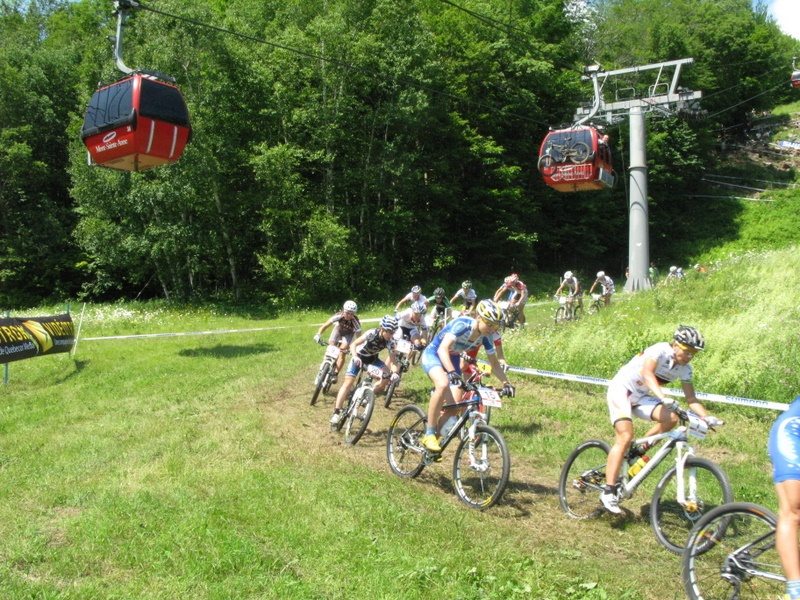
2011 Mont Sainte-Anne
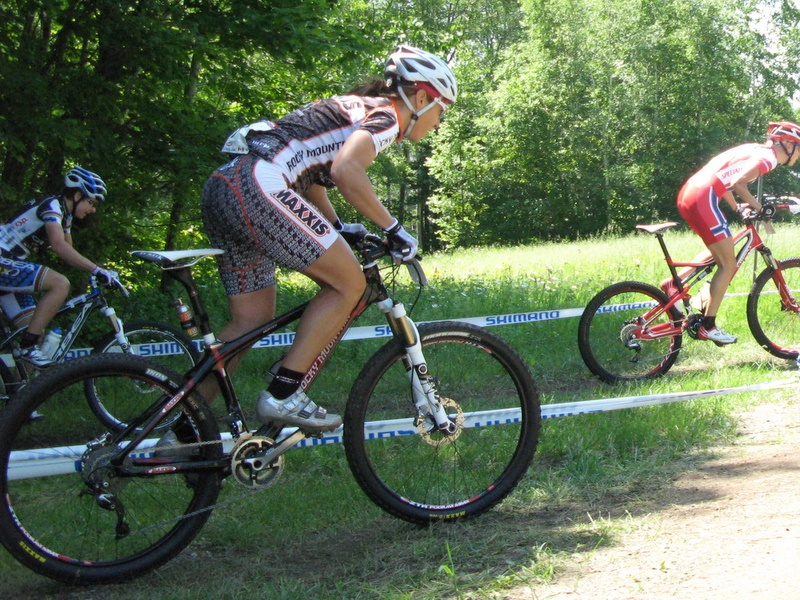
2011 Mont Sainte-Anne
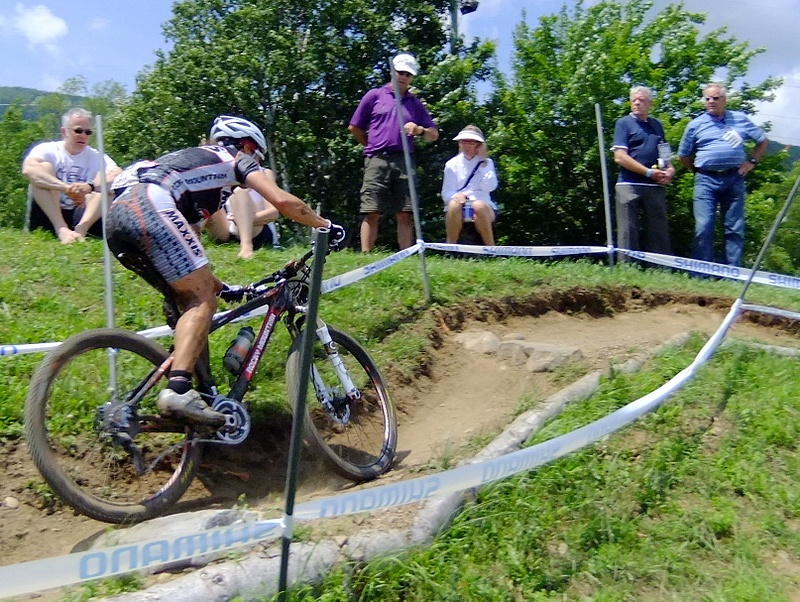
2011 Mont Sainte-Anne
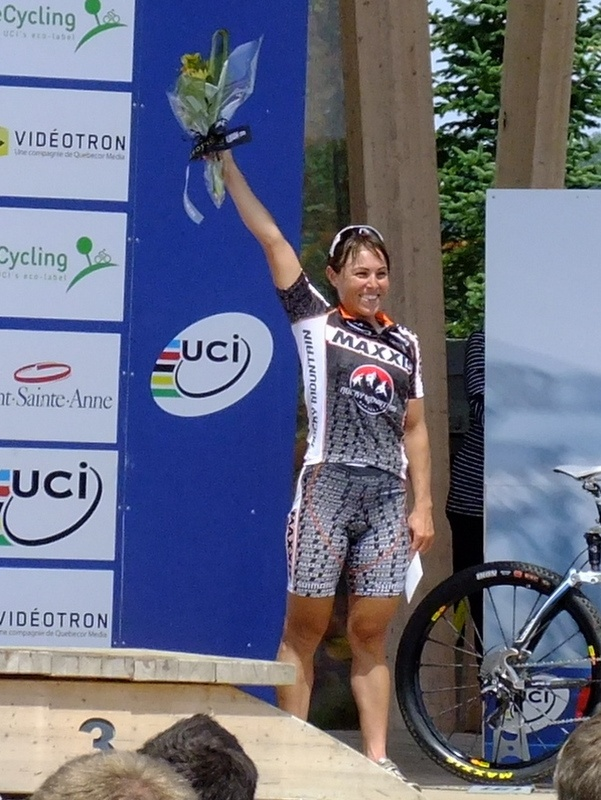
2011 Mont Sainte-Anne
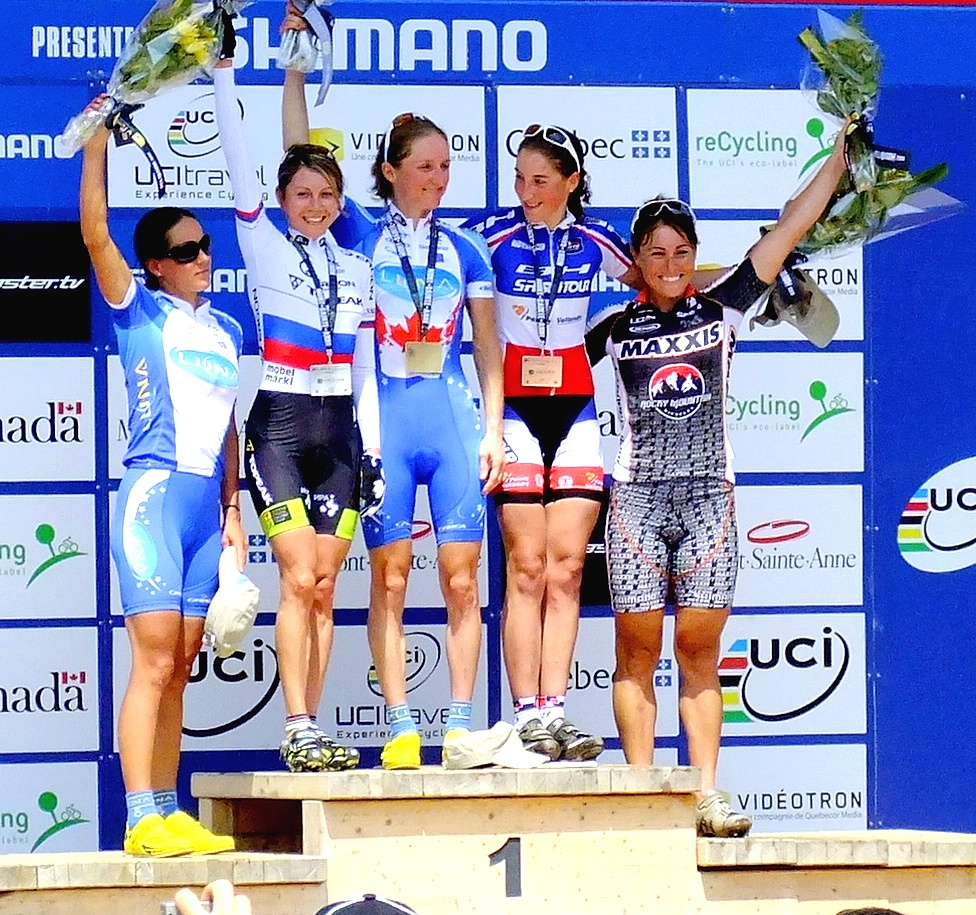
2011 Mont Sainte-Anne